# Llegenda negra de la Inquisició
|  | Per a altres significats, vegeu «Llegenda negra». |

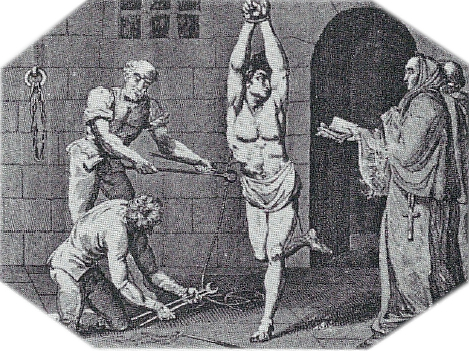
Típica imatge de la Inquisició en l'Europa del.

La llegenda negra de la Inquisició és un terme utilitzat per aquells autors que creuen en l'existència d'una imatge fantasiada o exagerada de la Inquisició o Sant Ofici com una organització basada en el terror i la barbàrie humana. Com a tal, forma part de la Llegenda negra de l'Església Catòlica i és una de les seves fraccions més recurrents.
Peters la defineix com "un cos de llegendes i mites que, entre els segles xvi i XX, estableix el caràcter percebut dels tribunals inquisitorials i que han influït sobretot intent posterior de recuperar la realitat històrica".

## Història
En 1223 l'Església Catòlica va crear per primera vegada a Sicília un tribunal per jutjar delictes contra les creences catòliques, o delictes d'heretgia. Amb el temps aquests tribunals es van generalitzar, fonamentalment a Espanya i les seves colònies americanes, Portugal i Itàlia.
Els tribunals de la Inquisició es van caracteritzar per perseguir als dissidents religiosos (càtars, luterans, calvinistes, protestants), els qui expressaven opinions no acceptades per l'Església, els qui tenien creences religioses no cristianes (jueus, musulmans), dones considerades bruixes, etcètera. Famosos han estat els judicis seguits contra Galileo Galilei, Giordano Bruno i Joana d'Arc així com el sacerdot inquisidor Girolamo Savonarola.
La Inquisició tenia la facultat de torturar als acusats i de fet ho feia almenys en un 30% dels casos, així com de condemnar a mort als oposats culpables, executant-los mitjançant la foguera quan el condemnat no confessava.
La Inquisició també tenia el poder de prohibir i cremar llibres considerats contraris a la religió catòlica. Entre ells s'han inclòs en algun moment: El Quixot de Miguel de Cervantes Saavedra, Comentarios Reales del Inca Garcilaso, El Contracte Social de Rousseau, entre d'altres.
Ja des del segle xvi alguns pensadors catòlics i protestants havien començat a discutir sobre la llibertat de consciència, però el moviment va ser marginal fins a principis del segle xvii. S'afirmava que els Estats que realitzaven persecucions religioses no només eren poc cristians sinó que a més eren il·lògics, ja que actuaven sobre la base d'una conjectura i no a una certesa. Aquests pensadors atacaven qualsevol tipus de persecució religiosa, però la Inquisició se'ls oferia com un blanc perfecte de les seves crítiques. Tals punts de vista seran defensats sobretot per pensadors de corrents religiosos minoritaris, dissidents, com remonstrants, anabaptistas, quàquers, unitaris, menonites, etc. Així, per exemple, Philipp van Limborch, el primer gran historiador de la Inquisició era remonstrant i Gilbert Brunet, historiador anglès de la Reforma, latitudinari. Cap a finals del segle xvi, les guerres de religió havien deixat clar que els intents d'aconseguir Estats religiosament uniformes estaven abocats al fracàs. Un dels crítics més importants de les persecucions religioses i de la Inquisició va ser Pierre Bayle (1647-1706).
Amb el temps la Inquisició, i fonamentalment l'ús que feia de la tortura i la crema de bruixes i heretges, van ser considerats com un cas extrem d'abús del poder i d'intolerància.

## Arguments que sostenen l'existència de la llegenda negra
La teoria d'una llegenda negra de la Inquisició va començar a ser desenvolupada a partir de la teoria de la llegenda negra espanyola formulada inicialment per l'espanyol Julián Juderías y Loyot i ampliada a Amèrica per l'argentí Rómulo D. Carbia. Amb posterioritat els historiadors E. Peters i Henry Kamen van sostenir que les dades històriques sobre la Inquisició estaven distorsionats, per obra dels protestants amb l'objectiu de desacreditar l'Església Catòlica.
Tots dos historiadors han dit que s'ha exagerat la violència utilitzada pels tribunals inquisitorials, així com la quantitat de morts i l'ús de la tortura, que, no hauria superat el 30% dels casos. També han argumentat que s'han tret els fets de context històric, quan la persecució dels heretges era un delicte acceptat de manera generalitzada en la majoria dels societats.
Un dels arguments utilitzats pels sostenidors de l'existència d'una llegenda negra està referit a la caça de bruixes. Se sosté que s'associa la Inquisició amb la caça de bruixes quan la seva participació en la mateixa va ser menor. En aquest sentit el Simposi Internacional sobre la Inquisició, realitzat a la Vaticà a l'octubre de 1998, va aportar les següents dades sobre persones cremades en la foguera acusades de bruixeria:
- Alemanya: 25.000 (sobre 16 milions d'habitants)
- Polònia - Lituània: 10.000 (sobre 3 milions i 400.000 habitants)
- Suïssa: 4.000 (sobre 1 milió d'habitants)
- Dinamarca - Noruega: 1.350 (sobre 970.000 habitants)
- Regne Unit: 1.000
- Espanya: 49
- Itàlia: 36
- Portugal: 4

Les dades anteriors són utilitzats per mostrar que la caça de bruixes va ser molt més important i menys tolerant entre els protestants que entre els catòlics. A causa d'això aquests estudiosos han creat la noció d'Inquisició protestant per adonar d'aquests processos històrics.